# Ripieno
Ripieno (mot italien prononcé : [riˈpjɛːno] : plein, rempli) est un terme musical italien. 
Il s'emploie dans la musique, pour exprimer le fait qu'un passage doit être chanté en chœur ou exécuté par tous les instruments. Les ripieni se taisent pendant les soli. C'est aussi l'orchestre dialoguant avec un groupe d'instruments (concertino) dans le concerto grosso.